# 志茂源吉
志茂 源吉（しも げんきち、1903年 <明治36年> 11月22日 - 1994年 <平成8年> 2月10日）は、日本の経営者、銀行家。奈良県出身。位階は従五位。

## 経歴
1928年に京都帝国大学法学部を卒業し、同年に日本銀行に入行。
華興商業銀行、東洋水産での勤務を経て、1951年8月には七福相互無尽(のちの阪神相互銀行)社長に就任。1973年5月に会長、1975年5月に取締役相談役を経て、1979年11￥2月には相談役に就任。
1968年9月に黄綬褒章を受章し、1974年11月に勲四等瑞宝章を受章を受章。
1994年2月10日老衰のために死去。90歳没。死没日付をもって従五位に叙された。